# Dmitri Denissov
Pour les articles homonymes, voir Denissov.
Dmitri Vitalievitch Denissov - en russe : Дмитрий Витальевич Денисов (Dmitrij Vital’evič Denisov) et en anglais : Dmitri Denisov - (né le 5 juillet 1970 à Oufa en Union des républiques socialistes soviétiques) est un joueur professionnel russe de hockey sur glace. Il évolue au poste d'ailier.

## Carrière
En 1992, il commence sa carrière avec son club formateur du Salavat Ioulaïev Oufa dans le championnat de Russie. De 1995 à 1998, il a évolué dans l'Extraliga, l'Elitserien et la LNA. De retour en Russie, il a évolué dans la Vyschaïa liga à partir de 2003. Il met un terme à sa carrière en 2008.

## Carrière internationale
Il a représenté l'équipe de Russie au niveau international. Il a participé aux Jeux olympiques de 1994.

## Trophées et honneurs personnels
- Superliga
  - 1994 : nommé dans la ligne la plus productive (Dmitri Denissov - Raïl Mouftiev - Boris Timofeïev, Salavat Ioulaïev Oufa).
  - 1994 : termine meilleur pointeur.
  - 1995 : termine meilleur pointeur.

## Statistiques
| Saison    | Équipe                  | Ligue         |    | Saison régulière | Saison régulière | Saison régulière | Saison régulière | Saison régulière |    | Séries éliminatoires | Séries éliminatoires | Séries éliminatoires | Séries éliminatoires | Séries éliminatoires |
| Saison    | Équipe                  | Ligue         | PJ | B                | A                | Pts              | Pun              | PJ               | B  | A                    | Pts                  | Pun                  |                      |                      |
| 1992-1993 | Salavat Ioulaïev Oufa   | Superliga     | 42 | 18               | 7                | 25               | 16               |                  |    |                      |                      |                      |                      |                      |
| 1993-1994 | Salavat Ioulaïev Oufa   | Superliga     | 43 | 40               | 19               | 59               | 16               |                  |    |                      |                      |                      |                      |                      |
| 1994-1995 | Salavat Ioulaïev Oufa   | Superliga     | 52 | 43               | 17               | 60               | 22               | --               | -- | --                   | --                   | --                   |                      |                      |
| 1995-1996 | HC Ambri-Piotta         | LNA           | 5  | 2                | 2                | 4                | 0                |                  |    |                      |                      |                      |                      |                      |
| 1996-1997 | Brynäs IF               | Elitserien    | 45 | 26               | 12               | 38               | 34               | --               | -- | --                   | --                   | --                   |                      |                      |
| 1997-1998 | HC Chemopetrol Litvínov | Extraliga     | 39 | 8                | 17               | 25               | 26               | 3                | 1  | 0                    | 1                    | 4                    |                      |                      |
| 1998-1999 | Salavat Ioulaïev Oufa   | Superliga     | 40 | 16               | 14               | 30               | 28               | 4                | 1  | 1                    | 2                    | 2                    |                      |                      |
| 1999-2000 | Severstal Tcherepovets  | Superliga     | 35 | 10               | 9                | 19               | 20               |                  |    |                      |                      |                      |                      |                      |
| 2000-2001 | Severstal Tcherepovets  | Superliga     | 44 | 9                | 9                | 18               | 22               |                  |    |                      |                      |                      |                      |                      |
| 2001-2002 | Severstal Tcherepovets  | Superliga     | 49 | 12               | 10               | 22               | 47               |                  |    |                      |                      |                      |                      |                      |
| 2002-2003 | Molot Prikamie Perm     | Superliga     | 16 | 1                | 3                | 4                | 14               | --               | -- | --                   | --                   | --                   |                      |                      |
| 2002-2003 | Krylia Sovetov          | Superliga     | 9  | 0                | 0                | 0                | 14               | --               | -- | --                   | --                   | --                   |                      |                      |
| 2003-2004 | Metchel Tcheliabinsk    | Vyschaïa Liga | 47 | 9                | 19               | 28               | 60               | 12               | 5  | 2                    | 7                    | 6                    |                      |                      |
| 2004-2005 | Metchel Tcheliabinsk    | Vyschaïa Liga | 50 | 15               | 28               | 43               | 46               | 8                | 1  | 1                    | 2                    | 2                    |                      |                      |
| 2005-2006 | Gazovik Tioumen         | Vyschaïa Liga | 25 | 9                | 9                | 18               | 18               | 3                | 0  | 1                    | 1                    | 2                    |                      |                      |
| 2006-2007 | Gazovik Tioumen         | Vyschaïa Liga | 24 | 2                | 7                | 9                | 24               |                  |    |                      |                      |                      |                      |                      |
| 2006-2007 | Toros Neftekamsk        | Vyschaïa Liga | 24 | 3                | 8                | 11               | 22               |                  |    |                      |                      |                      |                      |                      |
| 2007-2008 | Toros Neftekamsk        | Vyschaïa Liga | 50 | 7                | 14               | 21               | 46               | 4                | 0  | 1                    | 1                    | 2                    |                      |                      |